# Tipula (Ramatipula) kuntzeana
Tipula (Ramatipula) kuntzeana is een tweevleugelige uit de familie langpootmuggen (Tipulidae). De soort komt voor in het Oriëntaals gebied.